# L'usignolo della Chiesa Cattolica
L'usignolo della Chiesa Cattolica è un libro di poesia di Pier Paolo Pasolini pubblicato per la prima volta nel 1958 da Longanesi, all'interno della collana poetica diretta da Nico Naldini. L'opera contiene testi scritti dal 1943 al 1949, suddivisi in 7 sezioni che corrispondono all'ordine cronologico.
A differenza della precedente raccolta La meglio gioventù, questa è tutta in lingua italiana.

## Struttura e indice
Il libro è un dialogo continuo, essenzialmente autobiografico, tra mondo religioso arcaico contadino (con le proprie pressioni sociali) e le naturali pulsioni erotiche dell'autore, che tenta a volte di sublimare, estetizzare, reprimere. Con la "scoperta di Marx", la sua visione politico-sociale del mondo, sembra concluder apparentemente tale travaglio. Per sua stessa ammissione: "Gl'istinti (posso chiamarli così) religiosi che erano in me mi portarono al comunismo. Sbagliai" (Saggi sulla letteratura e sull'arte, pag. 366) 
1. L'usignolo della Chiesa Cattolica (1943, 10 poesie)
2. Il pianto della rosa (1946, 16 poesie), suddiviso a sua volta in 2 parti: a) La verginità (7) e b) Il non credo (9).
3. Lingua (1947, 5 poesie)
4. Paolo e Baruch (1948-49, 4 poesie)
5. L'Italia (1949, poemetto in 6 capitoli)
6. Tragiques (1949, 4 poesie)
7. La scoperta di Marx I-IX (1948-49, poemetto)

Nell'edizione completa e definitiva di tutte le opere a cura di Walter Siti, nel 1° dei 2 Meridiani Mondadori dedicati alla sua poesia intitolati "Tutte le poesie" (2003), al libro pubblicato a suo tempo sono aggiunte due appendici che raccolgono una serie di "Poesie disperse e inedite 1943-1949 e 1950-1953", la prima per lo più in friulano, la seconda esclusivamente in lingua.